# 옐레나 옐레시나
옐레나 보리소브나 옐레시나(러시아어: Еле́на Бори́совна Еле́сина, 1970년 4월 4일~)는 러시아의 전직 육상 선수로 주 종목은 높이뛰기이다. 2000년 하계 올림픽에서 여자 높이뛰기 종목 금메달을 획득했으며 세계 육상 선수권 대회에서 은메달 2개를 획득했다.

## 경력
옐레시나는 1970년 4월 4일에 첼랴빈스크에서 태어났다. 첼랴빈스크 교육학 연구소를 졸업했다.
1987년 소련 주니어 높이뛰기 국가대표가 되었으며 같은 해 8월 영국 버밍엄에서 열린 1987년 유럽 주니어 선수권 대회에 참가하여 1.84 m의 기록으로 동독의 하이케 발크와 함께 동메달을 획득했다. 이듬해인 1988년에 소련 국가대표가 되었으며 같은 해 7월에 캐나다 서드베리에서 열린 1988년 세계 주니어 선수권 대회에 참가했으며 1.96m의 기록으로 루마니아의 알리나 아스타페이의 뒤를 이어 은메달을 획득했다. 이후 1989년 8월에 유고슬라비아 바라주딘에서 열린 1989년 유럽 주니어 선수권 대회에 참가하여 1.95m의 기록으로 대표팀 동료인 스베틀라나 라브로바와 체코슬로바키아의 샤르카 카슈파르코바를 누르고 금메달을 획득했다.
1990년 2월에 서독 뮌헨에서 2.0m를 기록하면서 처음으로 개인 기록 2m를 넘겼다. 이후 7월 미국 시애틀에서 열린 1990년 굿윌 게임에 소련 국가대표로 참가했으며 2.02m라는 개인 최고 기록을 세우면서 미국의 욜란다 헨리와 사토 메구미를 꺾고 우승을 차지했다. 같은 해 8월에는 유고슬라비아 스플리트에서 열린 1990년 유럽 주니어 선수권 대회에 참가하였고 1.96m의 기록으로 서독의 하이케 헹켈과 유고슬라비아의 빌랴나 페트로비치의 뒤를 이어 동메달을 획득했다. 이듬해인 1991년 7월에는 영국 셰필드에서 열린 1991년 하계 유니버시아드에 참가하여 1.90m의 기록으로 4위에 올랐다. 8월에는 일본 도쿄에서 열린 1991년 세계 선수권 대회에 참가하였고 1.98m의 기록으로 헹켈의 뒤를 이어 은메달을 획득했다. 
소련의 해체 후인 1992년 2월에는 이탈리아 제노바에서 열린 1992년 유럽 실내 선수권 대회에 독립국가연합 대표팀 선수로 참가했다. 옐레시나는 1.94m의 기록으로 독일의 헹켈과 불가리아의 스테프카 코스타디노바의 뒤를 이어 3위로 동메달을 획득했다. 이듬해인 1993년에는 러시아 국가대표 선수가 되었으며 러시아 대표 첫 경기인 프랑스 빌뇌브다스크에서 열린 빌뇌프 대회에서 13위를 기록했다. 이후 1994년 6월 슬로바키아 브라티슬라바에서 열린 슬로브나프트 대회에서 11위를 한 후 부상과 출산을 이유로 선수 경력을 중단했다.
이후 1997년에 다시 현역 선수로 복귀했다. 1998년 2월에 이탈리아 제노바에서 열린 유럽 6개국 친선 대회에서 1.92m의 기록으로 우승을 차지했으며 스페인 발렌시아에서 열린 1992년 유럽 실내 선수권 대회에 참가하여 1.94m의 기록으로 루마니아의 모니카 이아거르와 독일의 아스타페이의 뒤를 이어 동메달을 획득했다. 1999년 5월에는 카타르 도하에서 열린 국제 육상 연맹 그랑프리 대회에서 3위에 올랐으며 8월에는 스페인 세비야에서 열린 1999년 세계 선수권 대회에서 1.99m의 기록으로 우크라이나의 인하 바바코바의 뒤를 이어 은메달을 획득했다. 9월에 독일 뮌헨에서 열린 그랑프리 파이널 대회에서는 1.96m의 기록으로 4위에 올랐다.
2000년 9월 올림픽을 앞두고 일본 요코하마에서 열린 다이요기연 국제 대회에서 1위에 올랐으며 직후 오스트레일리아 시드니에서 열린 2000년 하계 올림픽에 참가하여 선수 경력 첫 올림픽 대회에 출전했다. 옐레시나는 자신의 최고 기록보다 0.2m 낮은 2.01m의 기록으로 남아프리카 공화국의 헤스트리에 클루터와 스웨덴의 카이사 베리크비스트, 루마니아의 오아나 판텔리몬을 꺾고 금메달을 획득했다. 
2001년 8월 캐나다 에드먼턴에서 열린 2001년 세계 선수권 대회에서 1.88m의 기록으로 7위에 올랐으며  같은 해 9월에는 오스트레일리아 브리즈번에서 열린 2001년 굿윌 게임에 참가하여 1.85m의 기록으로 8위에 올랐다. 2002년 8월에는 헝가리 셜고터랸에서 열린 셜고터랸 도약 국제 대회에서 1.92m의 기록으로 우승했으며 2003년 3월에는 영국 버밍엄에서 열린 2003년 세계 실내 선수권 대회에서 1.99m의 기록으로 스웨덴의 베리크비스트의 뒤를 이어 은메달을 획득했다. 2004년 6월에는 체코 오스트라바에서 열린 그랑프리 대회에서 1.85m의 기록으로 9위를 했고 8월 현역 마지막 국제 대회인 스위스 취리히에서 열린 벨트클라세에서 1.85m의 기록으로 10위를 했다.
2005년에 현역에서 은퇴했으며 은퇴 후 오스트레일리아 지역 역도팀 코치가 된 아르메니아 국가대표 역도 선수 출신인 남편 아그반 그리고리얀과 함께 오스트레일리아에 거주하고 있다.

## 같이 보기
- 올림픽 육상 여자 메달리스트 목록